# Wendy Taylor
Wendy Ann Taylor (Stamford, 1945) is een Engelse beeldhouwer.

## Leven en werk
Taylor studeerde van 1963 tot 1967 beeldhouwkunst aan Saint Martins School of Art in Londen. Zij is bekend geworden door haar vele sculpturen in de openbare ruimte in het gehele Verenigd Koninkrijk, maar met name in Londen.
Taylor werd in 1988 benoemd tot Commander of the British Empire. Zij maakte in 1999 een nieuwe versie van het Virginia Settlers Monument uit 1928, dat ernstig was beschadigd door vandalisme. Zij kreeg in 2005 een overzichtstentoonstelling bij de Cass Sculpture Foundation in Goodwood onder de titel: The Seed Serres. Deze expositie was in 2009 eveneens te zien in Londen. Wendy Taylor woont en werkt in Londen, waar zij een atelier heeft in het Old Pump House aan de Bow Road in Londen-Wapping Tower Hamlets.

## Werken (selectie)
- 1971 : Triad, Somerville College (Universiteit van Oxford)
- 1979/80 : Octo, Norfolk House in Milton Keynes
- 1982 : Essence[3], Saxon Court in Milton Keynes
- 1983 : Gazebo, Golders Hill Park in Londen Barnet
- 1986 : Pharos, East Kilbride (South Lanarkshire)
- 1987 : Docklands Enterprise[4], West Dock/Marsh Lane
- 1987 : Globe Sundial Sculpture, Marine Walk in Swansea
- 1994 : Jester, Cambridge Sculpture Trails (beeldenroute 2) in Cambridge en de Donald M. Kendall Sculpture Gardens in Purchase (USA)[5]
- 1997 : Rope Circle[6], Hermitage Basin
- 1997 : Spirit of Barrow
- 1999 : Dung Beetles, Millennium Conservation Centre in het Regent's Park in Londen
- 1999 : Virginia Settlers Monument, Jamestown Way in Londen (vervanging van het monument uit 1928)
- 2000 : Tortoises with Triangle and Time[7], Holland Park in Londen Kensington en Chelsea
- 2000 : The Millennium Fountain, River Walk in Enfield
- 2001 : Voyager, Wapping High Street
- 2003 : Knowledge, Library Square van het Queen Mary & Westfield College in Londen
- 2006 : Sycamore[8], beeldenpark Cass Sculpture Foundation in Goodwood

## Fotogalerij

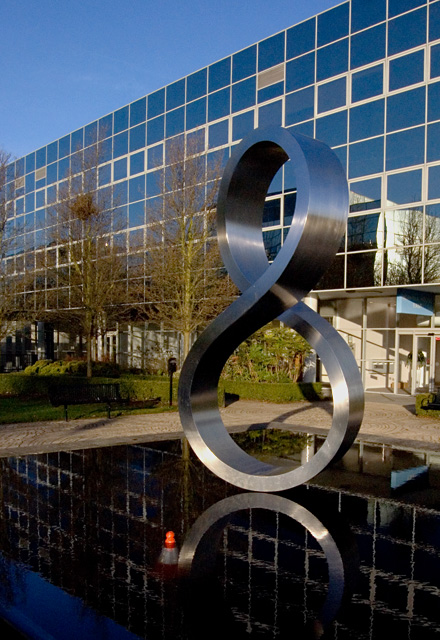
Octo in Milton Keynes
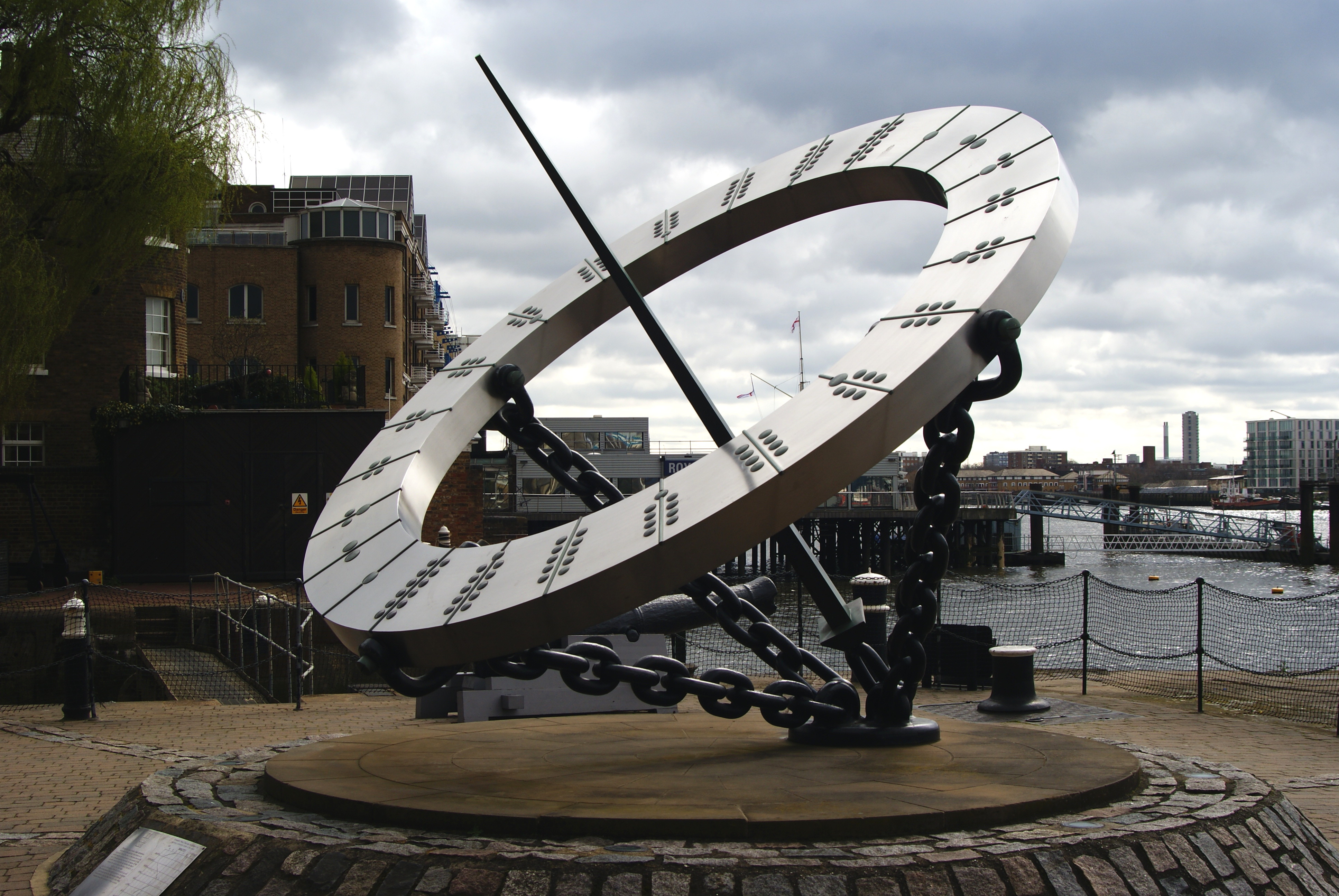
Time piece, Tower Hamlets
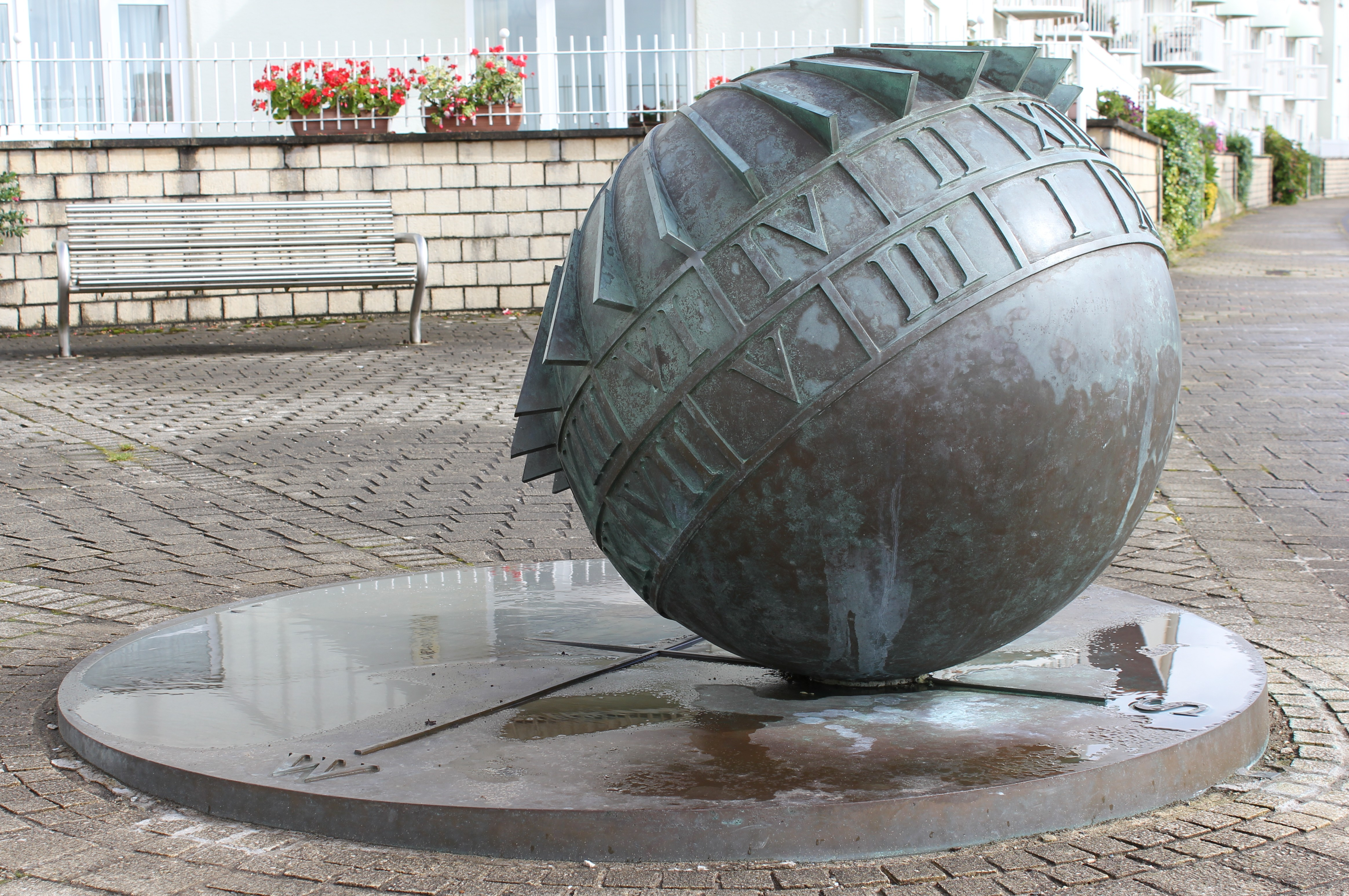
Globe Sundial Sculpture, Swansea
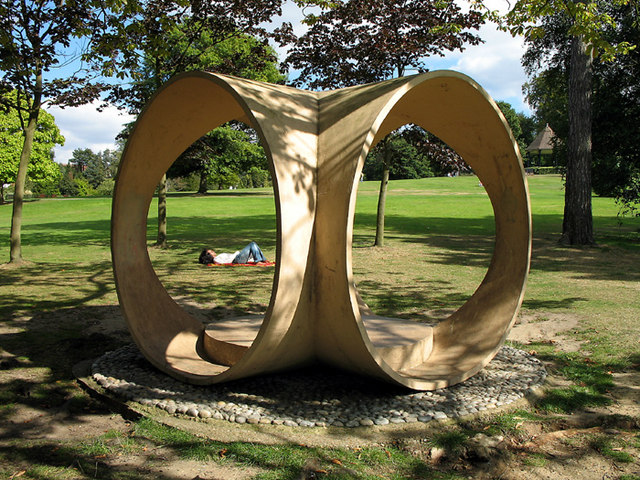
Gazebo in Barnet
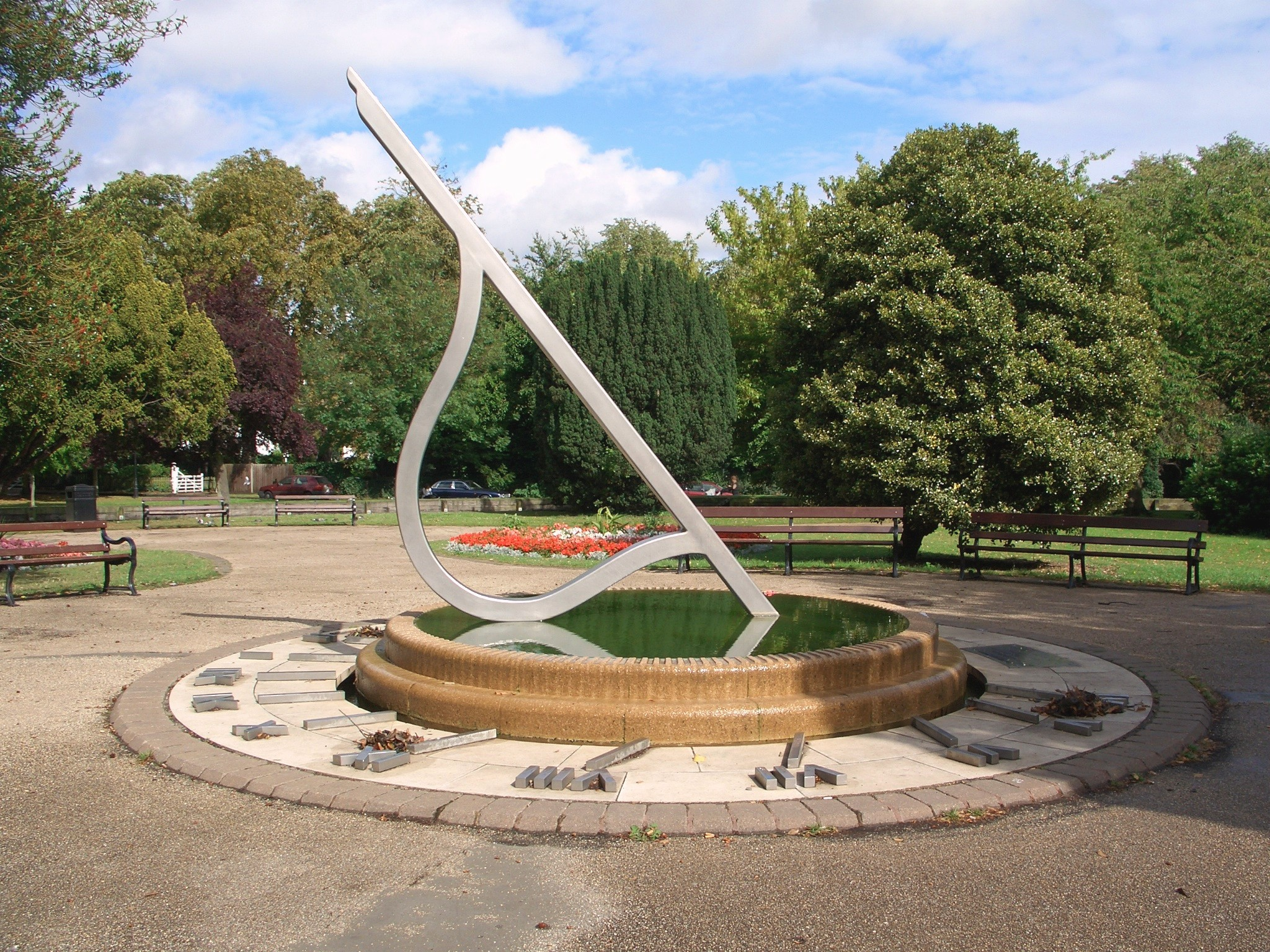
The Millennium Fountain in Enfield